# Кемпанув
Кемпанув (пол. Kępanów) — село в Польщі, у гміні Лапанув Бохенського повіту Малопольського воєводства.
Населення — 218 осіб (2011).
У 1975-1998 роках село належало до Тарновського воєводства.

## Демографія
Демографічна структура станом на 31 березня 2011 року:
|          | Загалом | Допрацездатний вік | Працездатний вік | Постпрацездатний вік |
| -------- | ------- | ------------------ | ---------------- | -------------------- |
| Чоловіки | 104     | 21                 | 71               | 12                   |
| Жінки    | 114     | 23                 | 70               | 21                   |
| Разом    | 218     | 44                 | 141              | 33                   |